# Charles Clapper
Charles Ellis Clapper (ur. 20 grudnia 1875 w Memphis zm. 14 września 1937 w Chicago) – amerykański zapaśnik walczący w stylu wolnym. Brązowy medalista olimpijski z St. Louis 1904, w wadze piórkowej.
Mistrz Amateur Athletic Union w 1906 roku.

## Letnie Igrzyska Olimpijskie 1904
| Konkurencja         | Rundy eliminacyjne   | Rundy eliminacyjne        | Rundy eliminacyjne         | Klas. końcowa |
| Konkurencja         | Ćwierćfinał          | Półfinał                  | O 3. miejsce               | Miejsce       |
| ------------------- | -------------------- | ------------------------- | -------------------------- | ------------- |
| 61,24 kg styl wolny | John Babcock (USA) Z | Benjamin Bradshaw (USA) P | Frederick Ferguson (CAN) Z | 3.            |